# 司徒华城
司徒华城（1927年—1987年11月27日），笔名肖亭、沈华、音苑，男，祖籍广东开平，生于上海，中国小提琴演奏家、音乐教育家，曾任中央音乐学院教授。

## 家庭
父亲司徒梦岩。妹妹司徒志文。